# 古谷あつみ
古谷 あつみ（ふるや あつみ、1986年10月10日 - ）は、日本のタレント。大阪府泉佐野市 出身。松竹芸能所属。
JR西日本の元駅員という異色の経歴を持ち、25歳で芸能界にデビューした。ファッションモデルやイベントのMC、テレビのリポーターなどを経て、鉄道にかかわる、さまざまな分野で活動している。2018年4月26日、泉佐野市PR大使に就任した。

## 略歴
タレントになる以前は、ジェイアール東海パッセンジャーズの車内販売員、西日本旅客鉄道株式会社の駅員などとして働いていた。現在は鉄道タレントとして活動をしている。
タレント活動のほか、公立の高等学校や観光系専門学校にて鉄道学科の非常勤講師を勤める。
また、東洋経済オンラインや鉄道模型誌「Ｎ」、ぐるたびなどで、ライターとして執筆活動も行っている。

## 人物
- 趣味は鉄道旅行・香水収集・駅スタンプ集め[1]。
- 好きな車両は、113系近郊型電車・500系新幹線。
- 2015年に大阪府から東京都内へ転居した後、「まるこ」という雄のウサギを飼っている。[4]
- ビジネス能力検定2級、温泉ソムリエの資格を持っている。
- 鉄道が好きになったきっかけは、幼馴染が全員男の子でプラレール遊び等をしていたから。
- 小学校の社会科見学で地元の泉佐野市にある日根野電車区へ行ったことが鉄道を愛するきっかけ[5]。2014年9月時点でJRの6割に乗車。夢はJR全線に乗車して全駅で降りることと語る。秘境駅と呼ばれる坪尻駅で駅寝したこともある[6]。

## 出演

### レギュラー出演（テレビ）
- 西日本放送「こちらハッピー探偵社」リポーター（不定期出演）

### これまでの出演（テレビ）
- ヨロンマリンカップ2〜セカンドミッション〜（TOKYO MX）
- オタ恋（BS朝日）
- AbemaTV×お願い！ランキング（AbemaTV）
- Japan Railway Journal（NHK WORLD TV）
- 鉄道生バラエティ「あさテツ」(テレビ朝日）
- びわ湖旬楽旅行（KBS京都）
- ぐるっと関西お昼まえ 『秘境駅へ行こう』（NHK大阪） リポーター
- Doki（西日本放送） リポーター
- ビーバップ!ハイヒール（朝日放送）
- まぶしいちから（毎日放送）
- 鉄道ひとり旅 ～女子鉄編～ 第1話 (MONDO TV)

### ラジオ
- 「ヒガシ逢ウサカのガチャガチャラジオ！」FMちゃお ゲスト出演
- 「今日もうららかＦＭうららです！」エフエム浦安 月曜日アシスタント
- 「TRAIN-TRAIN」FMサルース ゲスト出演
- 「里見まさとのおおきに! ニュース・ハイブリッド」 ラジオ大阪 ゲスト出演[7]
- 「柴田博のほたるまち旅行社」 ABCラジオ ゲスト出演

### DVD
- 女子鉄シリーズ 古谷あつみ RUN鉄
- 女子鉄シリーズ 古谷あつみ YOU鉄 伊豆急

### モデル
- 鉄道ジャーナル2017年11月号 「昭和の華〜Luxury Super Express」
- JR普通列車年鑑2017-2018（イカロス出版）
- 天神祭、ゆかたコレクション（ショー）

### CM
- 京都タワーホテル

### イベント
- 「鉄道トーク居酒屋　きみどりの窓口」司会
- 鉄道フェスティバル2016 in 天王寺ミオ トークショー・ゲスト
- 鉄道模型コンテスト2016 助川康史＆古谷あつみトークショー「鉄道写真撮影講座」
- 第38回 鉄道模型ショウ2016 トークショー「北海道新幹線開業日の模様」
- 近鉄広報マン・女子鉄タレント・元しまかぜアテンダントと行くおもしろツアー
- 宇宙フェス2015（嵯峨野観光鉄道イベント） 司会
- 万博鉄道まつり2015 ステージ MC
- 万博鉄道まつり2014 ステージ メインMC
- 大阪市営地下鉄中央線「大阪港駅」リニューアル・海遊館ウェルカムイベント 司会

## 雑誌・書籍

### 雑誌・新聞
- J-trainVol.64 「昭和の古豪583系"50年の憧れ"を乗せて」イカロス出版
- 鉄道ダイヤ情報2016年9月号「コーヒーはいかが？」私が車内販売員だったころ（小林佳果との対談）
- 鉄道ダイヤ情報2015年8月号「豊岡真澄・斉藤雪乃・古谷あつみの Rail Ladies ぶらりカシャリ」
- 旅と鉄道 2014年11月増刊号「ちいさな鉄道 秋散歩」朝日新聞出版社
- 産経新聞夕刊 「新・関西笑談」産経新聞

## 執筆歴（著者として）
- 旅と鉄道2017年7月号「呑み鉄グルメ鉄・わたしのオススメ路線教えます」（朝日新聞出版）
- 旅と鉄道2017年3月号「ちょっと贅沢途中下車・大満足の八高線96.4km日帰り旅」（朝日新聞出版）
- 小型全国時刻表 巻頭リレーエッセイ・つれづれ鉄道記「私が鉄道を好きになったわけ」（交通新聞社）
- ぐるたび「古谷あつみの鉄道旅」（ぐるなび）
- Ｎ「古谷あつみのNはじめます宣言」（イカロス出版）
- 東洋経済オンライン（東洋経済新報社）
- マイナビニュース（マイナビ）

## その他・経歴
- ハッピースマイルレコード オムニバスCD「DREAM〜Shining Winter〜」[8] にて「love〜恋の片道切符〜」
- 大阪三大夏祭り 「愛染まつり」イメージガール愛染娘
- 第42代ミス志賀高原 入選
- 伊豆急行『伊豆急オモシロ駅長』鉄道科せんせい駅長（2014年4月 - 2015年3月）[9]
- 観光系専門学校「鉄道学科」非常勤講師（2014年4月 - 2015年3月）
- 関東の高等学校・専門学校　非常勤講師（2015年4月 - ）